# Epipremnum carolinense
Epipremnum carolinense là một loài thực vật có hoa trong họ Ráy (Araceae). Loài này được Volkens mô tả khoa học đầu tiên năm 1901.